# Vince Genna Stadium
Das Vince Genna Stadium ist ein Baseball-Stadion in der US-amerikanischen Stadt Bend im Bundesstaat Oregon. Die 1964 eröffnete Anlage im Nordwesten des Landes ist heute die Heimspielstätte der Baseballmannschaft der Bend Elks, die in der West Coast League (WCL), einer Sommerliga für College-Spieler, vertreten sind. Darüber hinaus war es auch Schauplatz von Spielen des American Legion Baseball. Der Baseballpark bietet heute 3500 Zuschauern einen Sitzplatz. Bei der Einweihung hieß das Stadion Municipal Ball Park (deutsch Städtischer Ballpark). 1972 wurde es zu Ehren von Vince Genna (1921–2007), Direktor des heutigen Bend Parks & Recreation District (BPRD, deutsch Bend Park & Erholungsgebiet) sowie früherer Baseballspieler und -trainer, in Vince Genna Stadium umbenannt. Neben dem Stadion liegt das Bend Fieldhouse, eine 17.000 m² große Hallen-Sportanlage. Der Bau wird für Trainings- und Sportprogramme genutzt. Er besitzt einen Rasenboden und Schlagkäfige.